# یونیون بانک
یونیون بانک (انگلیسی: Union Bank) شرکت خدمات مالی و بانکداری آلبانیایی است، که در سال ۲۰۰۶ تأسیس شد. این بانک ۳۱ شعبه و ۳۴۹ کارمند دارد.